# Mirojevići
Mirojevići (cyr. Миројевићи) – wieś w Czarnogórze, w gminie Bijelo Polje. W 2011 roku liczyła 210 mieszkańców.